# Subaru G
Subaru G – subkompaktowy samochód osobowy produkowany przez japońską firmę Subaru w latach 1971–1973. Dostępny jako: 2-drzwiowe coupé, 4-drzwiowy sedan oraz 5-drzwiowe kombi. Do napędu używano silników B4 o pojemności 1,1 lub 1,3 litra. Moc przenoszona była na oś przednią poprzez 4-biegową manualną skrzynię biegów. Samochód został zastąpiony przez model Leone.

## Dane techniczne

### Silnik
- B4 1,3 l (1267 cm³), 2 zawory na cylinder, OHV
- Układ zasilania: gaźnik
- Średnica cylindra × skok tłoka: 82,00 × 60,00 mm
- Stopień sprężania: 9,0:1
- Moc maksymalna: 81 KM (60 kW) przy 6400 obr./min
- Maksymalny moment obrotowy: 99 N·m przy 4000 obr./min

### Osiągi
- Przyspieszenie 0–100 km/h: b.d.
- Czas przejazdu pierwszych 400 m: 17,9 s
- Prędkość maksymalna: 160 km/h